# خریبه (لبنان)
خریبه (به عربی: الخریبة) یک منطقهٔ مسکونی در لبنان است که در شهرستان بعلبک واقع شده‌است.